# Partido de los Socialistas Europeos
El Partido de los Socialistas Europeos (PSE; en inglés, Party of European Socialists, abreviado PES) es un partido político europeo de ideología socialdemócrata y progresista. Fue fundado en 1992 por los partidos que formaban la Confederación de los Partidos Socialistas de la Comunidad Europea, creada en 1973.
El PSE es el segundo partido de la Unión Europea (UE) con 136 diputados en el Parlamento Europeo, la gran mayoría presentes en el Grupo de la Alianza Progresista de Socialistas y Demócratas. Además cuenta con 5 miembros de la Comisión Europea, incluidos el vicepresidente primero Frans Timmermans y al alto representante para Asuntos Exteriores y Política de Seguridad Josep Borrell, y otros 7 en el Consejo Europeo.
Con 56 partidos repartidos en casi 50 países de Europa y el Mediterráneo, el Partido de los Socialistas Europeos controla 12 estados de la zona de manera directa y participa en otros 8 gobiernos en coalición, y cuenta con el segundo grupo de la Asamblea Parlamentaria del Consejo de Europa, con más de 120 miembros en el Grupo Socialista.
El PSE incluye partidos tan importantes como el Partido Socialista de Francia, el Partido Socialista Obrero Español de España, el Partido Socialista de Portugal o los Socialdemócratas de Dinamarca, y cuenta con miembros en todos los estados de la Unión Europea.

## Nombre
Además del nombre en castellano, las siguientes denominaciones son empleadas y oficiales en los idiomas correspondientes:
- Albanés: Partia e Socialistëve Europianë
- Alemán: Sozialdemokratische Partei Europas
- Bosnio: Stranka evropskih socijalista
- Búlgaro: Партия на европейските социалисти, Partija na evropejskite socialisti
- Croata: Stranka europskih socijalista
- Checo: Strana evropských socialistů
- Danés: De Europæiske Socialdemokrater
- Eslovaco: Strana európskych socialistov
- Esloveno: Stranka evropskih socialistov
- Estonio: Euroopa Sotsialistlik Partei
- Finés: Euroopan sosialidemokraattinen puolue
- Francés: Parti socialiste européen
- Griego: Ευρωπαϊκό Σοσιαλιστικό Κόμμα, Eurōpaïko Sosialistiko Komma
- Húngaro: Európai Szocialisták Pártja
- Inglés: Party of European Socialists
- Irlandés: Páirtí na Sóisialaithe Eorpach
- Islandés: Flokkur evrópskra sósíalista
- Italiano: Partito dei Socialisti Europei
- Letón: Eiropas Sociāldemokrātiskā partija
- Lituano: Europos socialistų partija
- Luxemburgués: Partei vun den Europäesche Sozialisten
- Macedonio: Партија на европските социјалисти, Partija na evropskite socijalisti
- Maltés: Partit tas-Soċjalisti Ewropej
- Neerlandés: Partij van Europese Socialisten
- Noruego: Det europeiske sosialdemokratiske partiet
- Polaco: Partia Europejskich Socjalistów
- Portugués: Partido Socialista Europeu
- Rumano: Partidul Socialiștilor Europeni
- Serbio: Партија европских социјалиста, Partija evropskih socijalista
- Sueco: Europeiska socialdemokratiska partiet
- Turco: Avrupa Sosyalistler Partisi

## El partido

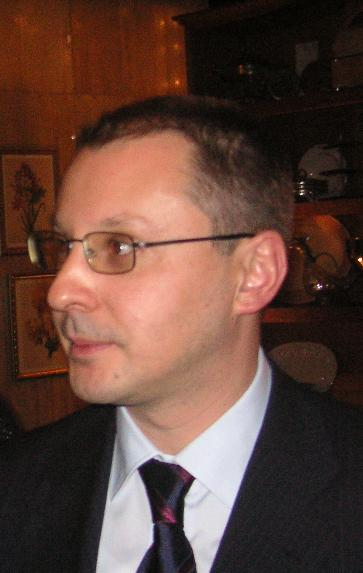
Sergei Stanishev

### Programa
Después de las elecciones, el Partido Socialista se reunió en Madrid el 26 y 27 de noviembre de 2004 para fijarse unos objetivos y políticas comunes.

#### Objetivos 2007
- Aumentar las inversiones públicas, del 2004 al 2007 del 0,3 % del PIB europeo.
- Armonizar la base fiscal sobre las sociedades.

#### Objetivos 2013
- Representación única de la eurozona en los organismos internacionales.
- Doblar el presupuesto europeo destinado a la investigación.
- Aumentar el número de estudiantes que reciben la beca Erasmus, de 120.000 a 390.000.
- Futuro industrial de Europa.
- Aumentar el presupuesto de solidaridad con las regiones más pobres al 0,46 % del PIB.
- Revisar la directiva sobre el tiempo de trabajo
- Adoptar una directiva sobre los servicios públicos (igualdad de acceso, calidad, financiamiento).
- Ayudas agrícolas dependientes del respeto de las normas ecológicas;
- Pasar del 6 % al 12 % las energías renovables de aquí a 2010.

#### Objetivos 2017
- Tomar en consideración la polución de los transportes en el protocolo de Kioto.
- Lanzar un programa de grandes infraestructuras.
- Crear un cuerpo de guardias fronterizas europeas.
- Implantar un sistema de cuotas en materia de inmigración legal.
- Adherir la Unión al Convenio europeo de los Derechos del hombre.
- Proteger los datos individuales en el marco de la lucha contra el terrorrismo.

### Dirigentes actuales

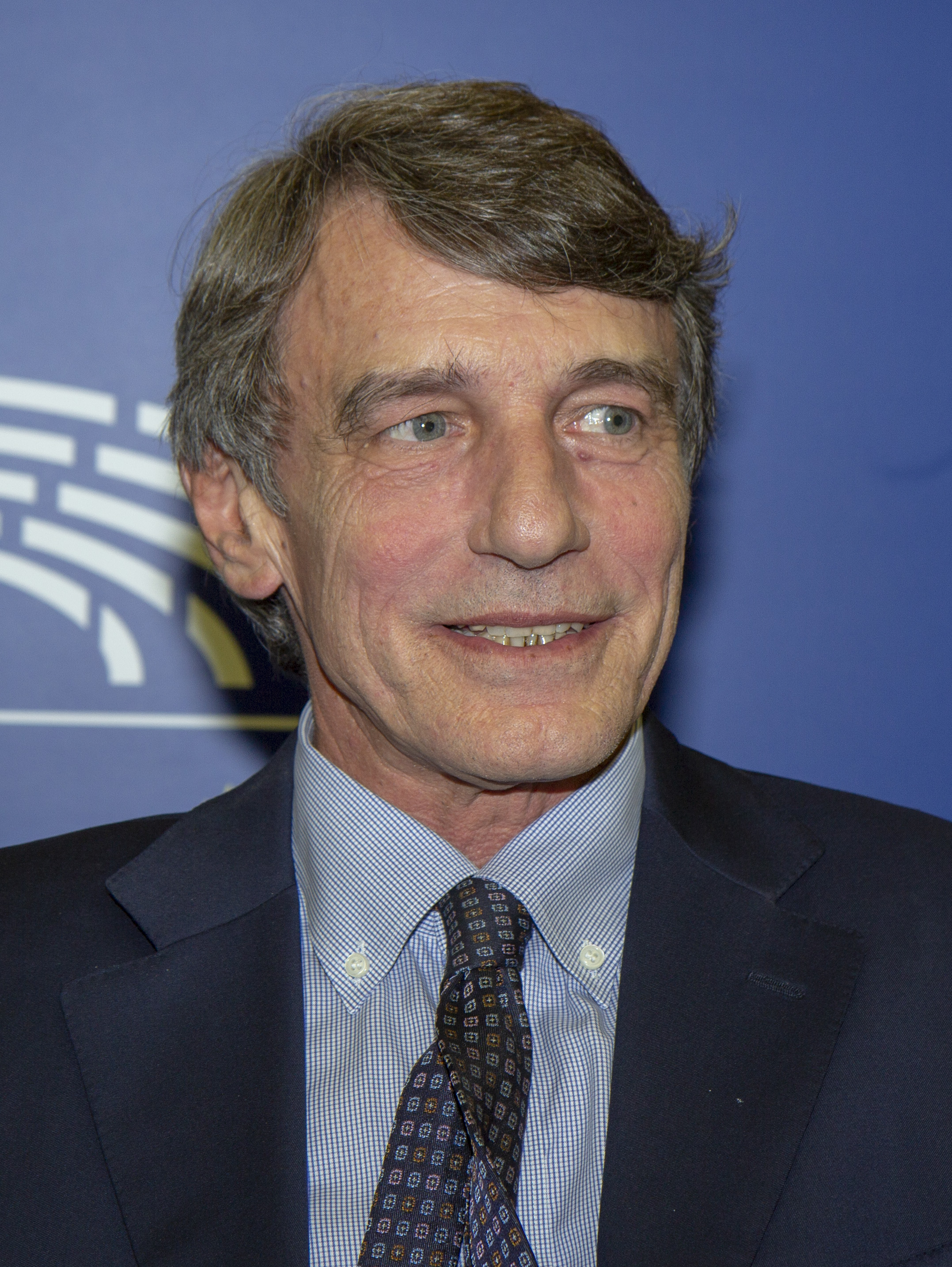
David Sassoli

#### En el Parlamento Europeo
- Iratxe García, presidente del Grupo Socialista.

#### En la Comisión Europea
- Teresa Ribera, Vicepresidenta Primera de la Comisión Europea y Comisaria para la Transición Limpia, Justa y Competitiva.
- Roxana Mînzatu, Comisaria de Derechos Sociales y Capacidades, Empleo de Calidad y Preparación
- Dan Jørgensen, Comisario de Energía y Vivienda.
- Glenn Micallef. Comisario de Equidad Intergeneracional, Juventud, Cultura y Deporte

#### Dirigentes nacionales
| Estado               | Líder (cargo)                               | Foto | Partido político                                            | Situación                               |
| -------------------- | ------------------------------------------- | ---- | ----------------------------------------------------------- | --------------------------------------- |
| Albania              | Edi Rama (presidente)                       |      | Partido Socialista de Albania (PSS)                         | Gobierno                                |
| Alemania             | Lars Klingbeil y Saskia Esken (presidentes) |      | Partido Socialdemócrata de Alemania (SPD)                   | Gobierno en coalición                   |
| Andorra              | Pere López Agràs (presidente)               |      | Partido Socialdemócrata de Andorra (PS)                     | Oposición                               |
| Armenia              | Hrant Markarian                             |      | Federación Revolucionaria Armenia (ARF)                     | Oposición                               |
| Austria              | Andreas Babler (presidente)                 |      | Partido Socialdemócrata de Austria (SPÖ)                    | Oposición                               |
| Bélgica              | Elio Di Rupo (presidente)                   |      | Partido Socialista (PS)                                     | Oposición                               |
| Bélgica              | John Crombez                                |      | Adelante                                                    | Oposición                               |
| Bosnia y Herzegovina | Nermin Nikšić                               |      | Partido Socialdemócrata de Bosnia y Herzegovina (SDP)       | Oposición                               |
| Bulgaria             | Kornelia Ninova                             |      | Partido Socialista Búlgaro (BSP)                            | Oposición                               |
| Bulgaria             | Georgi Anastasov                            |      | Partido de los Socialdemócratas Búlgaros (pBS)              | Oposición                               |
| República Checa      | Jan Hamáček (presidente)                    |      | Partido Socialdemócrata Checo (CSSD)                        | Fuera del parlamento                    |
| Chipre               | Marinos Sizopoulos                          |      | Movimiento de los Socialdemócratas (EDEK)                   | Oposición                               |
| Chipre               | Tufan Erhürman                              |      | Partido Republicano Turco (CTP)                             | Oposición                               |
| Croacia              | Davor Bernardić                             |      | Partido Socialdemócrata de Croacia (SDP)                    | Oposición                               |
| Dinamarca            | Mette Frederiksen                           |      | Socialdemócratas (SD)                                       | Gobierno                                |
| Egipto               | Farid Zahran                                |      | Partido Socialdemócrata Egipcio (ESDP)                      | Oposición                               |
| Eslovaquia           | Robert Fico                                 |      | Dirección-Socialdemocracia (SMER-SD)                        | Oposición                               |
| Eslovenia            | Dejan Židan                                 |      | Partido Socialdemócrata (SD)                                | Gobierno en coalición                   |
| España               | Pedro Sánchez                               |      | Partido Socialista Obrero Español (PSOE)                    | Gobierno en coalición                   |
| Estonia              | Jevgeni Ossinovski                          |      | Partido Socialdemócrata de Estonia (SDE)                    | Gobierno en coalición                   |
| Finlandia            | Sanna Marin                                 |      | Partido Socialdemócrata de Finlandia (SDP)                  | Oposición                               |
| Francia              | Olivier Faure                               |      | Partido Socialista (PS)                                     | Oposición                               |
| Georgia              | Bidzina Ivanishvili                         |      | Sueño Georgiano                                             | Gobierno en coalición                   |
| Grecia               | Nikos Androulakis                           |      | Movimiento Socialista Panhelénico (PASOK)                   | Oposición                               |
| Hungría              | Bertalan Tóth                               |      | Partido Socialista Húngaro (MSZP)                           | Oposición                               |
| Irlanda              | Brendan Howlin                              |      | Partido Laborista (Labour)                                  | Oposición                               |
| Islandia             | Logi Már Einarsson                          |      | Alianza Socialdemócrata (Samfylking)                        | Oposición                               |
| Israel               | Avi Gabbay                                  |      | Partido Laborista Israelí (Avoda)                           | Gobierno en coalición                   |
| Israel               | Tamar Zandberg                              |      | Meretz                                                      | Gobierno en coalición                   |
| Italia               | Enrico Letta                                |      | Partido Democrático (PD)                                    | Gobierno en coalición (unidad nacional) |
| Italia               | Enzo Maraio                                 |      | Partido Socialista Italiano (PSI)                           | Oposición                               |
| Letonia              | Nils Ušakovs                                |      | Partido Socialdemócrata «Armonía» (SDPS)                    | Oposición                               |
| Letonia              | Janis Dinevičs                              |      | Partido Obrero Socialdemócrata Letón (LSDSP)                | Oposición                               |
| Lituania             | Gintautas Paluckas                          |      | Partido Socialdemócrata Lituano (LSDP)                      | Oposición                               |
| Luxemburgo           | Franz Fayot                                 |      | Partido Obrero Socialista Luxemburgués (LSAP)               | Gobierno de coalición                   |
| Macedonia del Norte  | Dimitar Kovacevski                          |      | Unión Socialdemócrata de Macedonia del Norte (SDUM)         | Oposición                               |
| Malta                | Robert Abela                                |      | Partido Laborista (LP Malta)                                | Gobierno                                |
| Marruecos            | Driss Lachguar                              |      | Unión Socialista de Fuerzas Populares (USFP)                | Oposición                               |
| Moldavia             | Pavel Filip                                 |      | Partido Democrático de Moldavia (PDM)                       | Oposición                               |
| Montenegro           | Milo Đukanović                              |      | Partido de los Socialistas Democráticos de Montenegro (DPS) | Oposición                               |
| Montenegro           | Draginja Vuksanović                         |      | Partido Socialdemócrata de Montenegro (SDP)                 | Gobierno en coalición                   |
| Noruega              | Jonas Gahr Støre                            |      | Partido Laborista Noruego (DNA)                             | Gobierno en coalición                   |
| Países Bajos         | Lodewijk Asscher                            |      | Partido del Trabajo (PvdA)                                  | Oposición                               |
| Palestina            | Mahmoud Abbas                               |      | Fatah                                                       | Gobierno en coalición                   |
| Polonia              | Wlodzimierz Czarzasty                       |      | Alianza de la Izquierda Democrática (SLD)                   | Gobierno en coalición                   |
| Polonia              | Waldemar Witkowski                          |      | Unión del Trabajo (UP)                                      | Gobierno en coalición                   |
| Portugal             | Pedro Nuno Santos                           |      | Partido Socialista (PS)                                     | Gobierno                                |
| Reino Unido          | Keir Starmer                                |      | Partido Laborista (Labour UK)                               | Gobierno                                |
| Reino Unido          | Colum Eastwood                              |      | Partido Socialdemócrata y Laborista (SDLP)                  |                                         |
| Rumanía              | Viorica Dăncilă                             |      | Partido Socialdemócrata (PSD)                               | Gobierno en coalición                   |
| San Marino           | Matteo Rossi                                |      | Partido de los Socialistas y Demócratas (PSD)               | Oposición                               |
| Serbia               | Zoran Lutovac                               |      | Partido Demócrata (DS)                                      | Oposición                               |
| Suecia               | Magdalena Andersson                         |      | Partido Socialdemócrata Sueco (SAP)                         | Oposición                               |
| Suiza                | Cédric Wermuth y Mattea Meyer               |      | Partido Socialista Suizo (SP)                               | Gobierno en coalición                   |
| Túnez                | Mustapha Ben Jafar                          |      | Foro Democrático para el Trabajo y las Libertades (FDTL)    | Oposición                               |
| Turquía              | Özgür Özel                                  |      | Partido Republicano del Pueblo (CHP)                        | Oposición                               |
| Turquía              | Tülay Hatimoğulları y Tuncer Bakırhan       |      | Partido Popular por la Igualdad y la Democracia (DEM Party) | Oposición                               |

## El Congreso 2012 del PSE en Bruselas
El PSE celebró su congreso en Bruselas, los días 28 y 29 de septiembre de 2012. Estos congresos se organizan cada dos años y medio: una vez el mismo año que las elecciones europeas, y la otra a mediados del mandato. El último congreso eligió como presidente Sergei Stanishev, así como cuatro vicepresidentes: Jean-Christophe Cambadelis (primero Vicepresidente - Partido Socialista (Francia)), Elena Valenciano (PSOE), Jan Royall (Partido Laborista (Reino Unido)) y Katarina Nevedalova (SMER). Lo mismo Congreso eligió también a Achim Post (Partido Socialdemócrata de Alemania) como nuevo secretario general.
Este congreso adoptó un proceso que los socialistas presentan como más democrático y transparente para escoger a su candidato para la Presidencia de la Comisión europea en el 2014. Los socialistas confían poder suceder a José Manuel Barroso al beneficiarse del fracaso de las derechas europeas en sacar a Europa de la crisis.
La celebración de este congreso después de unas elecciones muy controvertidas en Rumanía resulta bastante polémica.

## Financiación
Como partido político europeo registrado, el PSE tiene derecho a financiación pública europea, que ha recibido ininterrumpidamente desde 2004.
A continuación se muestra la evolución de la financiación pública europea recibida por el PSE.
Importe (€)Financiación pública europea de los partidos políticos europeos02.000.0004.000.0006.000.0008.000.00010.000.00012.000.0002004200720102013201620192022Importes máximos de financiación públicaImportes de financiación pública efectivamente recibidos
De acuerdo con el Reglamento sobre los partidos políticos europeos y las fundaciones políticas europeas, el PSE también recauda fondos privados para cofinanciar sus actividades. En 2025, los partidos europeos deben recaudar al menos el 10% de sus gastos reembolsables de fuentes privadas, mientras que el resto puede cubrirse con fondos públicos europeos.
A continuación se muestra la evolución de las contribuciones y donaciones recibidas por el PSE.
Importe (€)Contribuciones recaudadas por los partidos políticos europeos200.000400.000600.000800.0001.000.0001.200.0001.400.00020042008201220162020PSE
Importe (€)Donaciones recaudadas por los partidos políticos europeos050010001500200025002004200720102013201620192022PSE

## Instituciones europeas
El Partido de los Socialistas Europeos es el segundo grupo político en el Consejo Europeo y es el segundo grupo más importante en el Parlamento Europeo, en el Comité de las Regiones y en la Comisión Europea liderada por la popular Ursula von der Leyen.
| Organización      | Institución                                                | Representantes |
| ----------------- | ---------------------------------------------------------- | -------------- |
| Unión Europea     | Parlamento Europeo                                         | 136/720        |
| Unión Europea     | Comisión Europea                                           | 4/27           |
| Unión Europea     | Consejo Europeo (jefes de Gobierno)                        | 3/27           |
| Unión Europea     | Consejo de la Unión Europea (participación en el Gobierno) |                |
| Unión Europea     | Comité Europeo de las Regiones                             | 86/329         |
| Consejo de Europa | Asamblea Parlamentaria del Consejo de Europa               | 157/612 (SOC)  |

### Consejo Europeo
El Partido Socialista Europeo tiene tres jefes de Estado que asisten a las cumbres del Consejo Europeo, siendo el segundo partido con más personas con derecho a voto en la institución:
| Nombre | Nombre            | Estado miembro | Cargo                   | Partido político                  | Miembro desde       |
| ------ | ----------------- | -------------- | ----------------------- | --------------------------------- | ------------------- |
|        | Mette Frederiksen | Dinamarca      | Primera ministra        | Socialdemócratas                  | 27 de junio de 2019 |
|        | Pedro Sánchez     | España         | Presidente del Gobierno | Partido Socialista Obrero Español | 2 de junio de 2018  |
|        | Robert Abela      | Malta          | Primer ministro         | Partido Laborista                 | 13 de enero de 2020 |

Además, el PSE participa en coalición en los gobiernos de Luxemburgo con el Partido Socialista Obrero Luxemburgués, República Checa con el Partido Socialdemócrata Checo y Eslovenia con los Social demócratas (Eslovenia).

## Más allá de la Unión Europea
El Partido de los Socialistas Europeos tiene presencia en múltiples países de Europa y el Mediterráneo, donde tiene diversas presidencias, y presencia en las cámaras del Consejo de Europa, la Organización para la Seguridad y la Cooperación en Europa y la Asamblea Parlamentaria de la OTAN.

### Jefes de Estado y Gobierno fuera de la UE
Mediante sus partidos asociados y observadores, el Partido de los Socialistas Europeos cuenta cuenta con cuatro jefes de Estado o de Gobierno fuera de la Unión Europea.
| Nombre | Nombre           | Estado              | Cargo           | Partido político                   | En el cargo desde        |
| ------ | ---------------- | ------------------- | --------------- | ---------------------------------- | ------------------------ |
|        | Edi Rama         | Albania             | Primer ministro | Partido Socialista de Albania      | 15 de septiembre de 2013 |
|        | Zoran Zaev       | Macedonia del Norte | Primer ministro | Unión Socialdemócrata de Macedonia | 31 de agosto de 2020     |
|        | Jonas Gahr Støre | Noruega             | Primer ministro | Partido Laborista                  | 14 de octubre de 2021    |

Además, el PSE forma parte, en coalición, de los gobiernos de Suiza con el Partido Socialista Suizo y Moldavia con el Partido Democrático de Moldavia.

## Miembros
En el seno del Partido de los Socialistas Europeos hay partidos políticos y asociaciones.

### Partidos políticos
Actualmente, el Partido de los Socialistas Europeos está formado por 58 partidos, divididos en tres categorías. Los miembros plenos son todos partidos de Estados miembro de la Unión Europea. Tienen derecho total de voto en todos los órganos y cuestiones, mientras que los miembros asociados tienen iguales derechos de voto, salvo en los asuntos concernientes a estructura y políticas de la Unión Europea, ya que son partidos de estados candidatos, de la Asociación Europea de Libre Comercio, del Pacto de Estabilidad para el Sudeste de Europa o del entorno del Mediterráneo.
Por otra parte, los partidos observadores pueden participar en todas las actividades del partido y asistir a los Congresos y las Asambleas Políticas, pero no tienen derecho de voto.

#### Miembros plenos
| País            | Partido político                                           | Partido político | Escaños            | Escaños     | Escaños     |
| País            | Partido político                                           | Partido político | Parlamento Europeo | Estatal     | Estatal     |
| País            | Nombre                                                     | Entrada          | Parlamento Europeo | Cámara baja | Cámara alta |
| --------------- | ---------------------------------------------------------- | ---------------- | ------------------ | ----------- | ----------- |
| Alemania        | Partido Socialdemócrata de Alemania (SPD)                  | 1957             | 14/96              | 207/736     | 207/736     |
| Austria         | Partido Socialdemócrata de Austria (SPÖ)                   | 1957             | 5/20               | 40/183      | 18/60       |
| Bélgica         | Partido Socialista (PS)                                    | 1957             | 2/22               | 23/150      | 9/60        |
| Bélgica         | Adelante (Vooruit)                                         | 1978             | 2/22               | 13/150      | 5/60        |
| Bulgaria        | Partido Socialista de Bulgaria (BSP)                       | 1957             | 5/17               | 18/240      | 18/240      |
| Chipre          | Movimiento por la Socialdemocracia (EDEK)                  | 1995             | 0/6                | 3/56        | 3/56        |
| Croacia         | Partido Socialdemócrata de Croacia (SDP)                   |                  | 4/12               | 42/151      | 42/151      |
| Dinamarca       | Socialdemócratas (SD)                                      | 1973             | 3/14               | 51/179      | 51/179      |
| Eslovaquia      | Dirección-Socialdemocracia (SMER) (Actualmente suspendido) | 1999             | 5/15               | 42/150      | 42/150      |
| Eslovenia       | Social demócratas (SD)                                     | 1999             | 1/8                | 7/90        | 7/90        |
| España          | Partido Socialista Obrero Español (PSOE)                   | 1979             | 20/60              | 120/350     | 89/266      |
| Estonia         | Partido Socialdemócrata (SDE)                              | 1999             | 2/7                | 9/101       | 9/101       |
| Finlandia       | Partido Socialdemócrata de Finlandia (SDP)                 | 1992             | 2/15               | 43/200      | 43/200      |
| Francia         | Partido Socialista (PS)                                    | 1957             | 10/81              | 66/577      | 64/348      |
| Grecia          | Movimiento Socialista Panhelénico (PASOK)                  | 1989             | 3/21               | 32/300      | 32/300      |
| Hungría         | Coalición Democrática (DK)                                 | 1999             | 2/21               | 15/199      | 15/199      |
| Hungría         | Partido Socialista Húngaro (MSZP)                          | 1999             | 0/21               | 10/199      | 10/199      |
| Irlanda         | Partido Laborista (LP)                                     | 1973             | 1/14               | 7/160       | 4/60        |
| Italia          | Partido Democrático (PD)                                   | 2007             | 21/76              | 71/400      | 38/200      |
| Italia          | Partido Socialista Italiano (PSI)                          |                  | 0/76               | 0/400       | 0/200       |
| Letonia         | Partido Socialdemócrata «Armonía» (SDPS)                   | 2012             | 1/9                | 0/100       | 0/100       |
| Lituania        | Partido Socialdemócrata de Lituania (LSDP)                 | 1999             | 2/11               | 13/141      | 13/141      |
| Luxemburgo      | Partido Socialista Obrero de Luxemburgo (LSAP)             | 1957             | 1/6                | 11/60       | 11/60       |
| Malta           | Partido Laborista (LP)                                     | 1980             | 3/6                | 38/79       | 38/79       |
| Noruega         | Partido Laborista Noruego (DNA)                            | 1993             |                    | 48/169      | 48/169      |
| Países Bajos    | Partido Laborista (PvdA)                                   | 1957             | 4/31               | 9/150       | 6/75        |
| Polonia         | Nueva Izquierda (NL)                                       |                  | 3/53               | 26/460      | 9/100       |
| Portugal        | Partido Socialista (PS)                                    | 1979             | 8/21               | 78/230      | 78/230      |
| Reino Unido     | Partido Laborista (LP)                                     | 1976             |                    | 412/650     | 173/788     |
| Reino Unido     | Partido Socialdemócrata y Laborista (SDLP)                 | 1976             |                    | 2/650       | 0/788       |
| República Checa | Socialdemocracia (CSSD)                                    | 1999             | 0/21               | 0/200       | 1/81        |
| Rumania         | Partido Socialdemócrata (PSD)                              | 1999             | 10/33              | 110/330     | 47/136      |
| Suecia          | Partido Socialdemócrata Sueco (SAP)                        | 1992             | 5/21               | 107/349     | 107/349     |

Las fechas anteriores a 1992 corresponden a la entrada en la Confederación de los Partidos Socialistas de la Comunidad Europea, predecesora del Partido de los Socialistas Europeos.

#### Miembros asociados
| País                 | Partido político                                      | Partido político | Escaños            | Escaños     | Escaños     |
| País                 | Partido político                                      | Partido político | Parlamento Europeo | Estatal     | Estatal     |
| País                 | Nombre                                                | Entrada          | Parlamento Europeo | Cámara baja | Cámara alta |
| -------------------- | ----------------------------------------------------- | ---------------- | ------------------ | ----------- | ----------- |
| Albania              | Partido Socialista de Albania (PS)                    |                  |                    | 66/140      | 66/140      |
| Bosnia y Herzegovina | Partido Socialdemócrata de Bosnia y Herzegovina (SDP) |                  |                    | 3/42        | 0/15        |
| Bulgaria             | Partido de los Socialdemócratas Búlgaros (PBS-D)      |                  | 0/17               | 1/240       | 1/240       |
| Islandia             | Alianza Socialdemócrata (SAMFYLKINGIN)                | 2001             |                    | 9/63        | 9/63        |
| Macedonia del Norte  | Alianza Socialdemócrata de Macedonia del Norte (SDSM) |                  |                    | 37/123      | 37/123      |
| Moldavia             | Partido Democrático de Moldavia (PDM)                 | 2010             |                    | 19/101      | 19/101      |
| Montenegro           | Partido Democrático Socialista de Montenegro (DPS)    |                  |                    | 31/81       | 31/81       |
| Montenegro           | Partido Socialdemócrata de Montenegro (SDP)           |                  |                    | 5/81        | 5/81        |
| Serbia               | Partido Demócrata (DS)                                |                  |                    | 12/250      | 12/250      |
| Suiza                | Partido Socialista de Suiza (SP-PS)                   | 1990             |                    | 43/200      | 11/46       |
| Turquía              | Partido Republicano del Pueblo (CHP)                  | 2000             |                    | 134/550     | 134/550     |
| Turquía              | Partido Democrático de los Pueblos (HDP)              | 1990             |                    | 59/550      | 59/550      |

#### Miembros observadores
| País                 | Partido político                                         | Partido político | Escaños            | Escaños     | Escaños     |
| País                 | Partido político                                         | Partido político | Parlamento Europeo | Estatal     | Estatal     |
| País                 | Nombre                                                   | Entrada          | Parlamento Europeo | Cámara baja | Cámara alta |
| -------------------- | -------------------------------------------------------- | ---------------- | ------------------ | ----------- | ----------- |
| Andorra              | Partido Socialdemócrata de Andorra (PSA)                 |                  |                    | 3/28        | 3/28        |
| Armenia              | Federación Revolucionaria Armenia (FRA)                  |                  |                    | 5/131       | 5/131       |
| Líbano               | Federación Revolucionaria Armenia (FRA)                  |                  | 2/128              | 2/128       |             |
| Rep. Nagorno Karabaj | Federación Revolucionaria Armenia (FRA)                  |                  | 7/33               | 7/33        |             |
| Chipre del Norte     | Partido Republicano Turco (CTP-BG)                       |                  |                    | 20/50       | 20/50       |
| Egipto               | Partido Socialdemócrata Egipcio (EGYSDP)                 |                  |                    | 4/596       | 4/596       |
| Georgia              | Sueño Georgiano                                          |                  |                    |             |             |
| Israel               | Partido Laborista de Israel (HAVODA)                     | 1980             |                    | 19/120      | 19/120      |
| Israel               | Meretz (MERETZ)                                          | 1992             |                    | 5/120       | 5/120       |
| Letonia              | Partido Obrero Socialdemócrata Letón (LSDSP)             | 2012             | 0/8                | 0/100       | 0/100       |
| Marruecos            | Unión Socialista de Fuerzas Populares (USFP)             |                  |                    | 39/395      | 24/270      |
| Palestina            | Fatah                                                    |                  |                    |             |             |
| San Marino           | Partido de los Socialistas y Demócratas (PSD)            | 1992             |                    | 10/60       | 10/60       |
| Túnez                | Foro Democrático para el Trabajo y las Libertades (FDTL) | 2012             |                    | 0/217       | 0/217       |

### Miembros individuales
El partido también cuenta con varios miembros individuales, aunque, como la mayoría de los demás partidos europeos, no ha tratado de desarrollar una afiliación individual masiva.
A continuación se muestra la evolución de la afiliación individual al partido desde 2019.
Miembros individualesMiembros individuales de los partidos políticos europeos0306090120150201920202021202220232024PSE